# Váy nam
Ngoài các nền văn hóa phương Tây, quần áo nam thường bao gồm váy và quần áo giống váy; tuy nhiên, ở Bắc Mỹ và phần lớn châu Âu, việc mặc váy ngày nay thường được xem là điển hình cho phụ nữ và trẻ em gái chứ không phải đàn ông và con trai, ngoại lệ đáng chú ý nhất là áo choàng và kilt. Mọi người đã cố gắng thúc đẩy việc mặc váy của đàn ông trong văn hóa phương Tây và tránh xa sự phân biệt giới tính này, mặc dù thành công chung hạn chế và kháng văn hóa đáng kể.

## Trong văn hoá phương Tây
Váy đã được mặc từ thời tiền sử. Chúng là trang phục tiêu chuẩn cho nam và nữ trong tất cả các nền văn hóa cổ đại ở Cận Đông và Ai Cập.

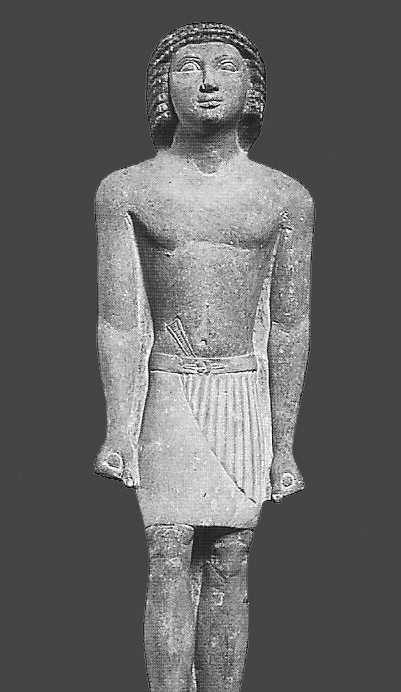
Tượng Ramaat, một quan chức từ Gizeh mặc một chiếc kilt Ai Cập xếp nếp, ca. 2.250 trước Công nguyên
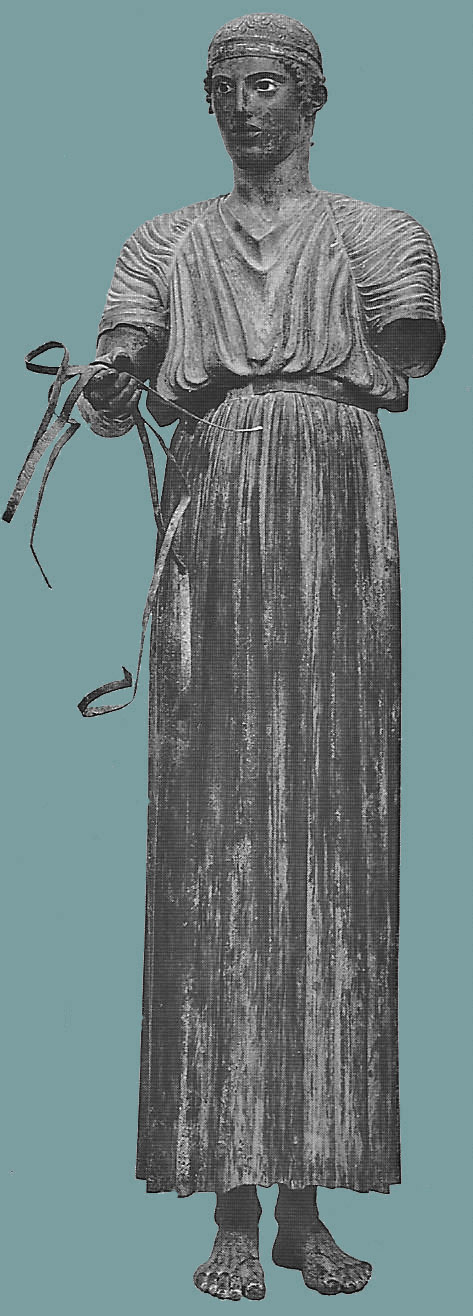
Một người đánh xe ngựa Hy Lạp từ Delphi mặc một chiếc chiton dài, ca. 470 trước Công nguyên
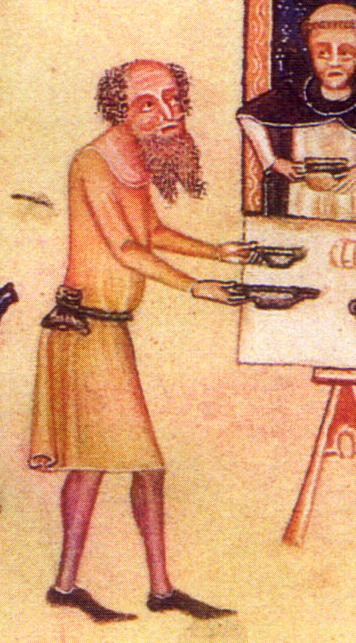
Hình minh họa từ giữa năm 1325-1335 cho thấy một người đàn ông Anh mặc áo dài
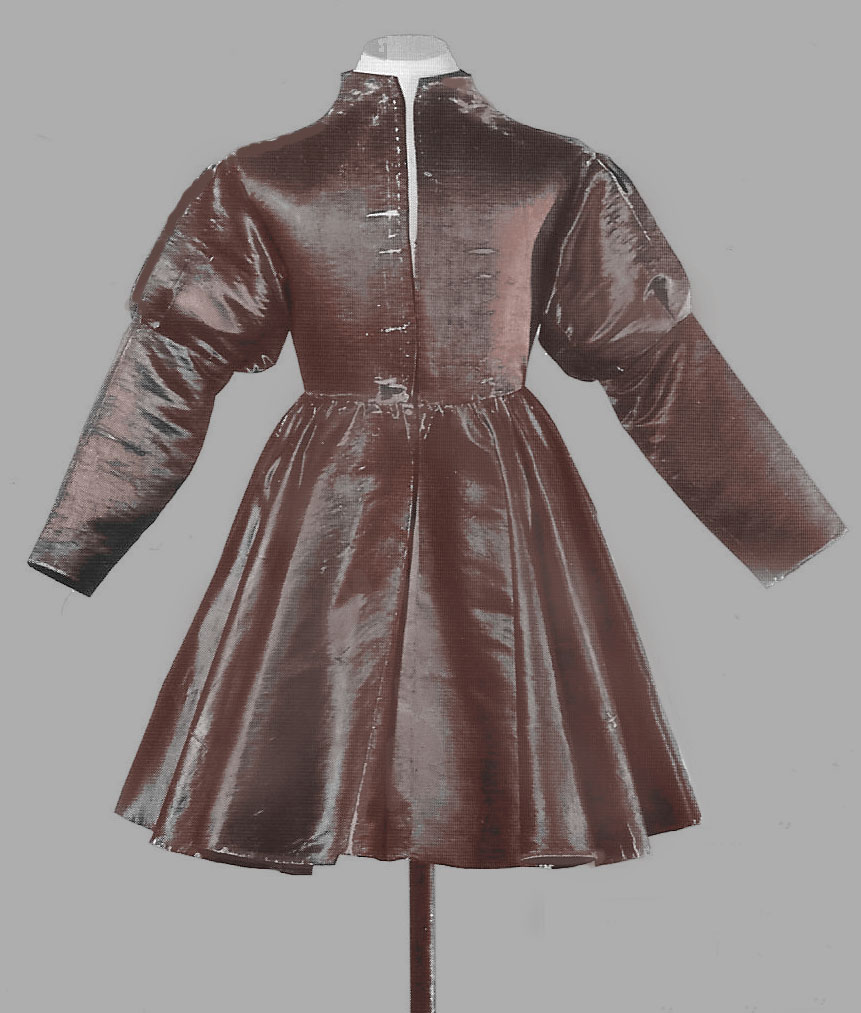
Trang phục nam làm bằng lụa đỏ (1480 Ném90) được cài ở mặt trước, Bảo tàng Lịch sử Bern (Thụy Sĩ)
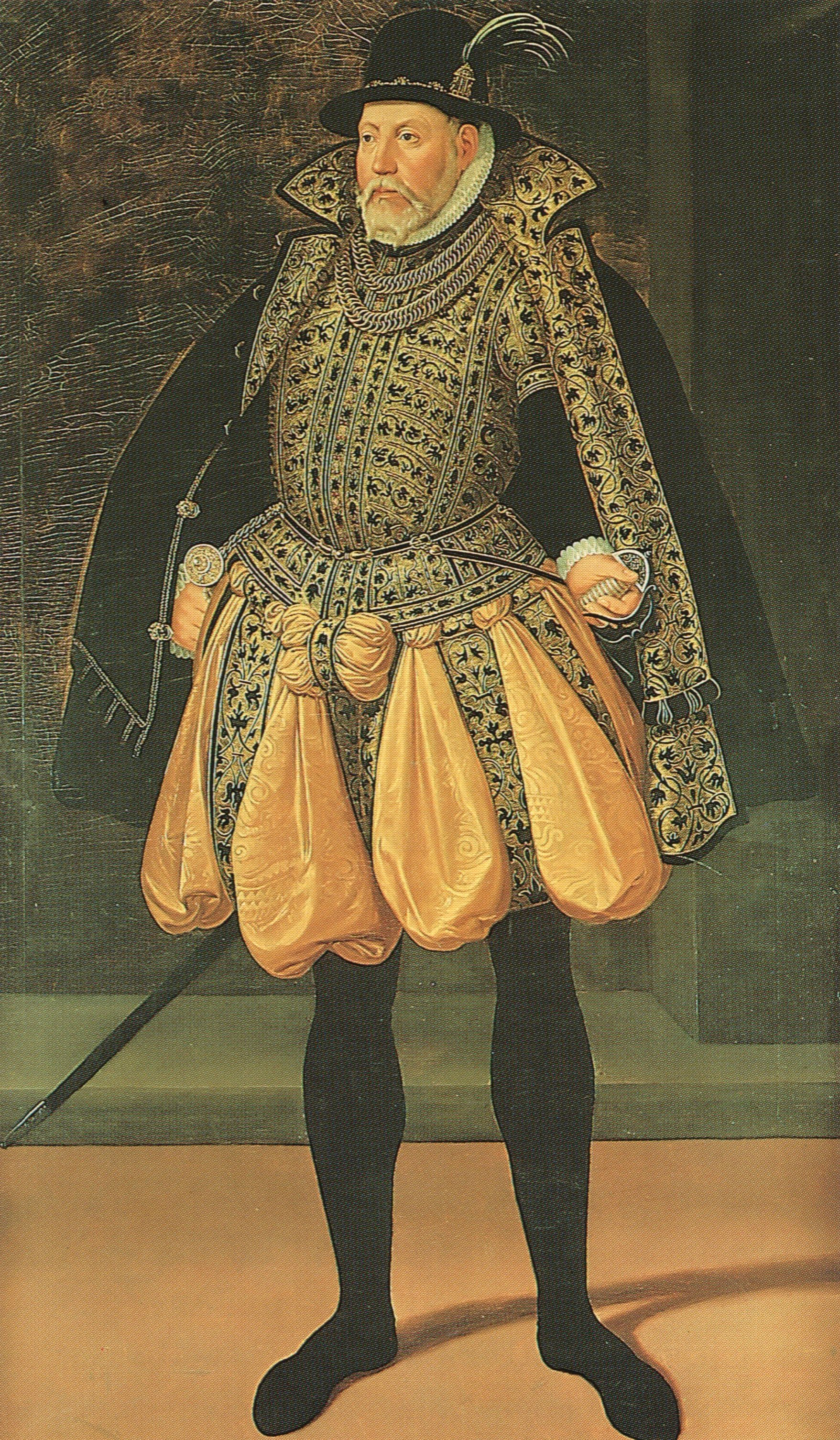
Công tước Ulrich của Mecklenburg mặc một chiếc váy đôi và chuyển hướng với bộ mã và quần đen, (1573)
Henry VIII mặc một chiếc váy đôi và chuyển hướng với bảng mã

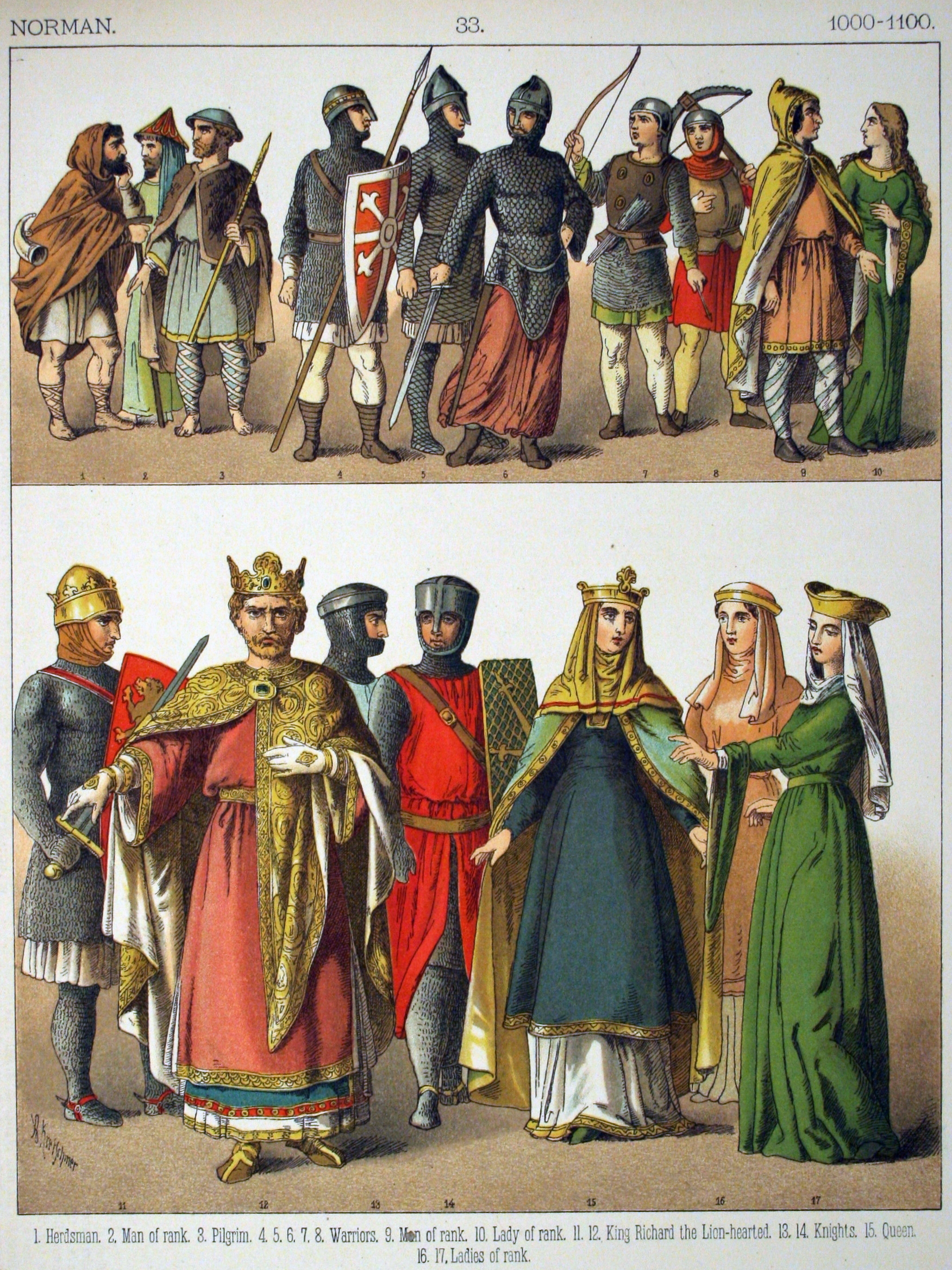
Giải thích Victoria về trang phục dân tộc của người Norman (1000-1100)

Các kỹ thuật mới cải tiến đặc biệt về quần và quần bó mà thiết kế cần nhiều mảnh vải khác nhau hơn so với hầu hết các váy. Quần và quần "thực sự" ngày càng thay thế việc sử dụng phổ biến của ống (quần áo) giống như tất chỉ che kín chân và phải được gắn với áo lót vào quần lót hoặc ống đôi. Một bộ quần áo giống như váy để che đáy quần và đáy là không cần thiết lâu. Trong một giai đoạn trung gian để công khai mặc quần dài, tầng lớp thượng lưu ưa thích những chiếc quần ống rộng và váy chuyển hướng như ống độn hoặc những chiếc váy lót sau.

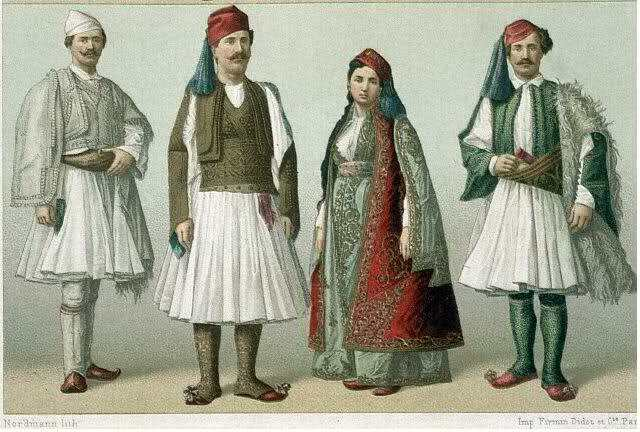
Một nhóm người Albani thượng lưu

## Trong các nền văn hóa ngoài phương Tây
Bên ngoài văn hóa phương Tây, quần áo nam bao gồm váy và quần áo giống váy. Một hình thức phổ biến là một tấm vải được gấp và quấn quanh thắt lưng, chẳng hạn như dhoti / veshti hoặc lungi ở Ấn Độ, xà rông ở Nam, Đông Nam Á và Sri Lanka. Ở Myanmar, cả phụ nữ và nam giới đều mặc áo dài, váy ống rộng như xà rông dài đến mắt cá chân cho phụ nữ và đến giữa bắp chân cho nam giới. Có nhiều loại và tên khác nhau của sarong tùy thuộc vào việc các đầu được khâu lại với nhau hay chỉ đơn giản là buộc. Có một sự khác biệt trong cách mặc dhoti và lungi. Trong khi một lá phổi giống như một cái bọc xung quanh, mặc dhoti liên quan đến việc tạo ra các nếp gấp bằng cách gấp nó lại. Một dhoti cũng đi qua giữa hai chân làm cho nó giống như một quần lỏng lẻo gấp hơn là một chiếc váy.

## Trong văn hoá công chúng
Một ví dụ đáng chú ý về những người đàn ông mặc váy trong tiểu thuyết là trong các tập đầu của chương trình truyền hình khoa học viễn tưởng Star Trek: The Next Generation. Đồng phục mặc trong mùa thứ nhất và thứ hai bao gồm một biến thể bao gồm một chiếc áo ngắn tay, với váy kèm theo. Biến thể này được nhìn thấy mặc bởi cả thành viên phi hành đoàn nam và nữ. Cuốn sách The Art of Star Trek giải thích rằng "thiết kế váy dành cho nam 'skant' là một sự phát triển hợp lý, với sự bình đẳng hoàn toàn của các giới tính được cho là tồn tại trong thế kỷ 24". Tuy nhiên, có lẽ phản ánh sự mong đợi của khán giả, "skant" đã bị loại bỏ bởi mùa thứ ba của chương trình.
Trong một số nền văn hóa khiêu vũ phương Tây, đàn ông thường mặc váy và lò nung. Chúng bao gồm một loạt các sản phẩm khiêu vũ chuyên nghiệp, nơi chúng có thể được mặc để cải thiện hiệu ứng nghệ thuật của vũ đạo, một phong cách được gọi là múa contra, trong đó chúng được mặc một phần để thông gió và một phần cho phong trào xoáy, nhảy dòng đồng tính câu lạc bộ nơi lò nung thường được mặc, và người vui chơi trong các hộp đêm ở Scotland, nơi họ được mặc để thông gió và thể hiện bản sắc văn hóa.